# 太媛
太媛（ふとひめ、生没年不詳）は、飛鳥時代の女性。有力豪族・物部尾輿の娘で、物部大市御狩と物部守屋の妹。布都姫（ふつひめ）夫人、御井夫人、石上夫人ともいわれる。

## 概要
『紀氏家牒』によると、物部守屋滅亡後に石上神宮斎神の「頭」となったという。
『先代旧事本紀』「天孫本紀」では、布都姫夫人とあり、異母兄弟にあたる物部石上贄古と結婚し、蘇我馬子の妻となる鎌足姫（鎌姫）大刀自を産んだとされている。また、「此の夫人、倉梯宮御宇天皇（崇峻天皇）の御世、立ちて夫人と為る。亦朝の政に参て、神宮を斎き奉る」と記され、崇峻天皇の時代に神職の重職について国政にも参画したと思われる。
『日本書紀』においては蘇我馬子の妻は物部守屋の妹とされているが、名前は明らかにされていないため、太媛と同一人物かは不明である。